# Burian Trčka z Lípy a na Lipnici
Burian I. Trčka z Lípy a na Lipnici († 1468) byl český šlechtic z rodu Trčků z Lípy, voják a zemský úředník a podporovatel krále Jiřího z Poděbrad. Jeho otcem byl zakladatel rodu Trčků Mikuláš Trčka z Lípy, matkou Kateřina ze Smiřic.

## Obchodní činnost
Po otcově smrti zdědil společně se svým bratrem Mikulášem starším z Lípy celý trčkovský majetek. Na něm hospodařili až do roku 1464 společně (tzv. v nedílu). Po svém nástupu na trůn zahájil český král Ladislav Pohrobek v roce 1453 rozsáhlou revizi šlechtického majetku. Při ní Burian Trčka musel dokázat legální nabytí původních církevních majetků rodem Trčků. To se mu nepodařilo u pelhřimovského a řečického panství a proto musel tyto majetky vrátit králi. Díky vlivu Jiřího z Poděbrad se část těchto majetků rodu Trčků vrátila v roce 1454 zpět. Společně s bratrem v roce 1456 koupili hrad Kámen a několik hospodářství, z nichž některá následně prodávali. V roce 1460 získali do zástavy za půjčené peníze tvrz Osice s přilehlými hospodářstvími a prodali hrad Kámen. V roce 1464 po rozdělení majetku získal Burian lipnickou část majetku a připojil ke svému jménu přídomek na Lipnici. Bratr Zdeněk již byl v té době po smrti.
V roce 1466, tedy již samostatně koupil dvůr v Lovčicích, a rok na to získal od Jiřího z Poděbrad plat z želivského kláštera. V roce 1468 obdržel hrad Šternberk, jeho část ale záhy s králem směnil za klášter Želiv s příslušejícími obcemi u Pelhřimova. V roce 1468 získal rovněž pelhřimovské panství, které ale ještě téhož roku prodal. V tom samém roce ale ještě koupil panství Polná u tehdejšího Německého Brodu, Pohled a Hamry a hrady Ronov a Přibyslav.
Co se týče majetkových zisků, nebyl tak úspěšný jako jeho otec, nejspíš proto, že jeho ambice směřovaly do oblasti politiky.

## Politická a vojenská činnost
V roce 1426, v době husitských válek se zúčastnil bitvy u Ústí nad Labem. Od roku 1454 do roku 1460 vykonával funkci přísedícího u zemského soudu a od roku 1457 vykonával funkci nejvyššího zemského písaře. V roce 1467 se společně s bratrem Mikulášem připojil k tažení Jiřího z Poděbrad proti králi Matyášovi Korvínovi a Zelenohorské jednotě a společně s ním oblehli hrad Šternberk. Krátce nato stál v čele bojů proti katolické Jihlavě. V roce 1457 se měl zúčastnit poselstva, které by z Francie přivezlo dceru Karla VII. jako nevěstu pro krále Ladislava Pohrobka, cesta ale byla zrušena pro náhlou královu smrt. Podílel se na volbě nového českého krále, Jiřího z Poděbrad. V roce 1467 se stal hejtmanem Čáslavského kraje. Společně se Zdeňkem Kostkou z Postupic byli pověřeni střežením korunovačních klenotů na Karlštejně. V roce 1465 se zúčastnil pražského sněmu, který měl urovnat poměry mezi protestanty a katolíky.
V roce 1468, po vstupu Matyáše Korvína do Čech se postavil na stranu krále Jiřího a hrady Lipnici, Lichnici, Střítež a Oheb vybavil opevněními. V následných bojích ale přišel o hrad Polná, který získal Jan ze Šternberka.

## Skon
Burian Trčka zemřel v roce 1468. Celý majetek po něm zdědili jeho čtyři synové, které měl s Dorotou z Holohlav: Burian (pozdější Burian II. Trčka z Lípy a na Lipnici), Jiří, Mikuláš (pozdější Mikuláš mladší Trčka z Lípy) a Melchisedech, v době otcovi smrti nedospělí.